# Ивекович, Саня
Саня Ивекович (хорв.  Sanja Iveković, 1949, Загреб) — хорватская художница, скульптор, фотограф. Считается одним из ведущих художников бывшей Югославии и продолжает вдохновлять многих молодых художниц.

## Биография
Обучалась в Загребской Академии изящных искусств с 1968 по 1971 годы. Её карьера художницы началась во время Хорватской весны начала 1970-х, когда вместе с другими молодыми художниками она отказалась следовать господствующим тенденциям, сделав выбор в пользу новаторских видео, концептуальных фотомонтажей и перформансов. В большей части своих работ концентрирует внимание на своей жизни и месте женщины в современном обществе. Она стала первой хорватской художницей, объявившей о своей принадлежности к феминизму. В 1994 году Ивекович стала одной из основательниц Центра женских исследований в Загребе.

## Творчество
С самого начала карьеры интересовалась образом женщин в обществе. Среди её работ можно выделить такие, как «Dvostruki život» (1975), в которой художница расположила парами 66 фотографий из своей личной жизни и похожие фотографии моделей из журнальных реклам, «Make Up — Make Down» (1978), состоящая из её автопортретов, зафиксированных на кино- и фотоплёнку, «Opća uzbuna (Sapunica)» (1995), касающаяся женских образов на телевидении, и «Figure & Ground» — серия коллажей, изображающая женщин-моделей, похожих на вооружённых террористов, измазанных бутафорской кровью и одетых в милитари-одежду от ведущих дизайнеров.
Ивекович также известна как скульптор. В 2001 году она изготовила статую, копирующую Золотую даму — национальный символ Люксембурга, но изобразила её беременной. Некоторое время скульптура, получившая название «Rosa Luxemburg», находилась в непосредственной близости от оригинала, шокируя случайных наблюдателей. Проект «Ženska kuća (Sunčane naočale)», осуществляемый с 1998 года, представляет собой галерею расположенных полукругом гипсовых слепков лиц женщин, подвергшихся насилию.
В 2010 году на биеннале Кванджу Ивекович представила перформанс «On the Barricades» в память о восстании в Кванджу 18 мая 1980 года. Как и в перформансе «Rohrbach Living Memorial» (2005), посвящённом судьбе цыган—жертв Холокоста, она использовала добровольцев, изображающих статуи жертв. Они были окружены 10 мониторами, на которых транслировалось слайд-шоу из фотографий 545 жертв, глаза которых художница намеренно закрыла.

## Признание
В 2009 году Ивекович стала лауреатом премии Camera Austria Award  города Грац, так как фотография была признана неотъемлемой частью её концептуальных работ. Жюри отметило актуальность её работы и её значение для молодого поколения, а также социальную и политическую активность художницы, привлекающей внимание к роли женщин в обществе через такие произведения, как «Ženska kuća».